# Río Cholguán
El rio Cholguán es un afluente formativo del río Itata en la Región de Ñuble.

## Trayecto
Nace en la Cordillera de los Andes, en la falda poniente del cerro Calas (que es la divisoria de aguas con la cuenca del río Polcura: 1 ),  para seguir 50 km en dirección oeste, este rio atraviesa las comunas de Tucapel y Yungay. En todo su trayecto es el límite entre las regiones de Ñuble y Biobío. Sus afluentes son el río de las Papas, el río Cangrejo o Infernillo, y el de las Mulas.

## Caudal y régimen
La cuenca del río Itata presenta, con excepción de la cuenca alta del río Ñuble, un régimen pluvial.: 19 

## Historia
Francisco Astaburuaga escribió en 1899 en su obra póstuma Diccionario geográfico de la República de Chile sobre el río:
Cholguán (Río).-—La sección superior del río Itata, desde su nacimiento en la sierra interior de los Andes, al E. de la villa de Yungay, hasta su unión con el riachuelo de Huépil, donde ese río principia á llamarse Itata. Algunos dicen Chodván.